# Relais 4 × 400 mètres masculin aux championnats du monde d'athlétisme 1987
Navigation
Helsinki 1983 Tokyo 1991
L'épreuve du relais 4 × 400 mètres masculin des championnats du monde d'athlétisme 1987 s'est déroulée les 5 et 6 septembre 1987 dans le Stade olympique de Rome, en Italie. Elle est remportée par l'équipe des États-Unis (Danny Everett, Roddie Haley, Antonio McKay et Harry Butch Reynolds).

## Résultats

### Finale
| Rang               | Pays                 | Athlètes                                                             | Temps         | Notes |
| ------------------ | -------------------- | -------------------------------------------------------------------- | ------------- | ----- |
| Médaille d'or      | États-Unis           | Danny Everett Roddie Haley Antonio McKay Harry Butch Reynolds        | 2 min 57 s 29 | CR    |
| Médaille d'argent  | Royaume-Uni          | Derek Redmond Kriss Akabusi Roger Black Philip Brown                 | 2 min 58 s 86 | AR    |
| Médaille de bronze | Cuba                 | Leandro Peñalver Agustin Pavo Lazaro Martínez Roberto Hernández      | 2 min 59 s 16 | NR    |
| 4                  | Allemagne de l'Ouest | Norbert Dobeleit Mark Henrich Edgar Itt Harald Schmid                | 2 min 59 s 96 | NR    |
| 5                  | Kenya                | Joseph Sainah John Anzrah Elijah Bitok David Kitur                   | 3 min 01 s 67 |       |
| 6                  | Jamaïque             | Mark Senior Devon Morris Winthrop Graham Bert Cameron                | 3 min 04 s 53 |       |
| 7                  | Union soviétique     | Yevgeniy Lomtyev Vladimir Prosin Aleksandr Kurochkin Vladimir Krylov | DNF           |       |
| 8                  | Nigeria              | Moses Ugbisie Joseph Falaye Henry Amike Innocent Egbunike            | DNS           |       |

## Légende
Records et Performances
- AR : Record continental (area record)
- CR : Record des championnats (championship record)
- MR : Record du meeting (meet record)
- NR : Record national (national record)
- OR : Record olympique (olympic record)
- PR : Record paralympique (paralympic record)
- PB : Record personnel (personal best)
- SB : Meilleure performance personnelle de la saison (season's best)
- WL : Meilleure performance mondiale de l'année (world leader)
- WJR : Record du monde junior (world junior record)
- WR : Record du monde (world record)

Circonstances et Conditions
- DNF : N'a pas terminé (did not finish)
- DNS : N'a pas pris le départ (did not start)
- DQ : Disqualification (disqualification)
- NM : Aucun essai valable enregistré (No Mark)
- Q : Qualifié « directement » au prochain tour (ou à la prochaine compétition), lors d'une compétition majeure, grâce au classement ou à la réalisation des minima (automatic qualifier)
- q : Qualifié au prochain tour (ou à la prochaine compétition), lors d'une compétition majeure, grâce au repêchage ou à la réalisation de l'une des meilleures performances parmi celles des « non qualifiés directement » (grâce au meilleur temps ou à la meilleure distance par exemple) (secondary qualifier)